# Hesher (album)
Pour le film, voir Hesher.
Hesher est l'EP ou tout premier album de Nickelback, paru en 1996.
La composition du groupe en 1996 est la même que pour l'album Curb, c'est-à-dire :
- Chad Kroeger chant et guitare ;
- Ryan Peake chant et guitare ;
- Mike Kroeger bassiste ;
- Brandon Kroeger batteur.

L'album est aujourd'hui extrêmement rare, vendu exceptionnellement lors de ventes aux enchères organisées par les associations caritatives créées par les membres du groupe NickelBack.
Il y a un an l'album a été vendu sur eBay et le prix est monté au-dessus des 450 dollars US.